# Macrodactylus discicollis
Macrodactylus discicollis är en skalbaggsart som beskrevs av Moser 1919. Macrodactylus discicollis ingår i släktet Macrodactylus och familjen Melolonthidae. Inga underarter finns listade i Catalogue of Life.